# Johann Heinrich von Frankenberg
Johann Heinrich von Frankenberg, född den 18 september 1726 i Glogau, död den 11 juni 1804 i Breda, var en tysk romersk-katolsk prelat.
von Frankenberg utnämndes 1759 till ärkebiskop i Malines och Österrikiska Nederländernas primas samt 1778 kardinal. Han bekämpade ivrigt de reformer på den kyrkliga lagstiftningens område, som först kejsar Josef II och sedan (efter landets erövring av fransmännen 1792) det franska nationalkonventet försökte genomföra. von Frankenberg fördrevs därför 1797 från sitt stift. Han avsade sig ärkebiskopsstolen 1801.